# 大麻新町公園
大麻新町公園（おおあさしんまちこうえん）とは、北海道江別市大麻新町にある公園である。

## 概要
所在地
- 北海道江別市文京台南町29番地[1]

設備など
- トイレ

- 遊具[1]
- テニスコート[1]

公園内運動施設の使用受付
- 江別市大麻体育館[1]

## 特徴
公園内は広葉樹を中心とした森林に囲まれており、緑が豊かで散策しながらたくさんの自然とふれることができる公園である。特に秋は色とりどりの紅葉が人々の目を楽しませる。また、傾斜に沿って作られた長いすべり台やテニスコートなども人気である。その他、レンガ造りの休憩スペースやトイレも完備されている。

## 遊具
全長40mの市内で最大規模の斜面を利用した滑り台や、ジャングルジムなどのアスレチック要素が多い新しい複合遊具や小さい子でも遊べるのブランコやスイング遊具が設置されている。